# Holm Island
Holm Island är en ö i Storbritannien. Den ligger i grevskapet Surrey och riksdelen England, i den södra delen av landet, 29 km väster om huvudstaden London.